# Virginian Railway
Die Virginian Railway (VGN) war eine der kleinsten und jüngsten Eisenbahngesellschaften erster Ordnung im Osten der USA in den Bundesstaaten Virginia und West Virginia. Sie wurde gebaut, um hochwertige Steinkohle von West Virginia zur Verschiffung nach Hampton Roads zu transportieren. Die Virginian Railway war trotz ihrer geringen Größe eine hochtechnisierte und hochprofitable Eisenbahngesellschaft. Die Gesellschaft bestand vom März 1907 bis zum 1. Dezember 1959. Die Hauptstrecke gehört heute zur Norfolk Southern Railway.

## Geschichte
1898 gründete in West Virginia der Bauingenieur William Nelson Page die Loup Creek and Deepwater Railway, um eine vier Meilen lange Strecke von Deepwater an der Chesapeake and Ohio Railway (C&O) südwärts in die Berge zu einem Sägewerk zu bauen. Zwei Jahre später nannte er die Gesellschaft in Deepwater Railway um und entwickelte eine Planung, bis dahin unerschlossene Kohlefelder über eine 137 Kilometer (85 Meilen) lange Shortline Railroad zu erreichen. 1902 erwarb Henry Huttleston Rogers, Vizepräsident der Standard Oil Company, eine Beteiligung an der Gesellschaft. Weder die C&O noch die Norfolk and Western Railway waren bereit, sich mit der Gesellschaft auf Frachttarife zu einigen, so dass Page und Rogers entschieden, eine eigene 440 Meilen (710 km) lange Strecke von den Kohlefeldern in die Tidewater-Region um Norfolk (Virginia) zu bauen. Bis zur Staatsgrenze von West Virginia wurde dabei die Konzession der Deepwater Railway genutzt, für den Betrieb in Virginia wurde im Februar 1904 die Tidewater Railway gegründet. Letztere änderte im März 1907 ihren Namen auf Virginian Railway und kaufte im April des Jahres die Deepwater Railway auf. Am 15. April 1907 wurde William Nelson Page der erste Präsident der Virginian Railway. Der letzte Nagel wurde am 29. Januar 1909 an der Westseite der Brücke über den New River bei Glen Lyn, unweit der Staatsgrenze zwischen Virginia und West Virginia, eingeschlagen.

### Dampftraktion

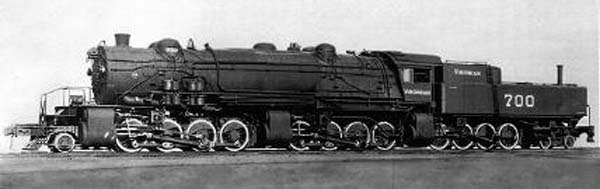
Triplex-Lokomotive der Baureihe XA

1909 wurden die ersten Mallets gekauft, zunächst (1’C)C-Loks und dann innerhalb eines Jahrzehnts (1’D)D1’- und (1’E)E1’-Loks. Es wurde sogar mit einer Triplex-Lokomotive, der XA mit der Achsfolge (1’D)D+D2’ experimentiert, die allerdings nicht genug Dampf für die sechs Zylinder erzeugen konnte. Die (1’D)D1’-Mallets bewältigten, unterstützt von zwei (1’E)E1’-Loks als Schiebelokomotiven, 5500 Tonnen schwere Züge über den Abschnitt zwischen Elmore und Clarks Gap. Alle Lokomotiven in einem solchen Zug wogen zusammen 1150 t und hatten eine Gesamtzugkraft von 1820 kN. Hatte der Zug die Passhöhe bei Clarks Gap erreicht, wurden die Schiebelokomotiven abgehängt und die Lokomotive an der Spitze brachte den Zug alleine nach Princeton.
In Princeton befanden sich die Verwaltungsbüros und die Werkstätten, welche für den Betrieb des Streckenabschnittes durch die Allegheny Mountains zuständig waren. Hier wurden aus den ankommenden Wagen 8000-t-Züge für die Weiterfahrt in Richtung Osten gebildet. Die Züge wurden bei der Ausfahrt von Princeton von zwei Rangierlokomotiven nachgeschoben und fuhren dann mit einer (1’D)D1’-Mallet alleine bis nach Whitehorne, wo sie von einer zweiten Mallet-Maschine bis Merrimac nachgeschoben wurden. Den Rest der Fahrt bis zum Hafen bewältigten die Züge mit den Zugmaschinen alleine, wobei das Befahren der 15-Promille-Rampe auf der Ostseite der Alleghenys bremstechnisch schwierig war. Die Züge bestanden bis zur Einführung der Battleship Gondolas aus 85 Kohlenwagen mit einem Fassungsvermögen von je 50 Tonnen.

#### Battleship Gondolas

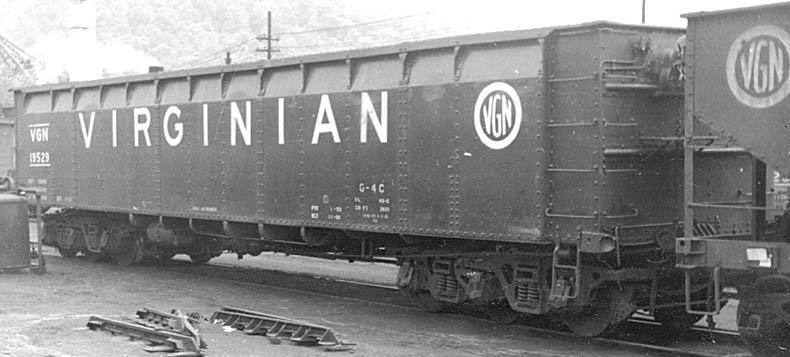
Battleship-Gondola

Die Virginian Railway galt als Pionier bei der Einführung von sechs-achsigen Kohlenwagen. Bereits während des Ersten Weltkriegs bestellte die Virginian Railway vier Musterwagen einer Bauart mit 120 t Fassungsvermögen, die bald den Übernamen Battleship Gondolas, „Schlachtschiff-Güterwagen“, erhalten sollte. Sie bewährten sich im Testbetrieb, so dass die Bahn 1920 bei der Pressed Steel Car Company (PSC) 1000 Wagen ähnlicher Bauart beschaffte. Die Battleship Gondolas wurden mit einer Wagenkippanlage entleert, so dass sie ohne Bodenklappen ausgeführt werden konnten. Die Wagen waren mit der Double Capacity Brake, „Bremse mit doppelter Bremsleistung“, der Westinghouse Air Brake Company (WABCO) ausgerüstet, die über eine händisch zu bedienende Lastabbremsung verfügte. Pro Wagen waren zwei Zylinder eingebaut, wovon einer nur in der Lastwechsel-Stellung beladen benutzt wurde. Die Wagen hatten bei richtiger Bedienung des Lastwechsels stets 40 Bremshundertstel im Unterschied zu den alten Wagen ohne Lastabbremsung, die leer 60 und voll 15 bis 20 Hundertstel hatten. Ein dritter Zylinder im Bremssystem der Battleship Gondolas hatte die Funktion eines Bremsstellers. Bei einer Rekordfahrt im Jahre 1921 fuhr eine (1’E)E1’-Mallet eine Last von 17.050 Tonnen von Princeton nach Norfolk.

### Elektrifizierung

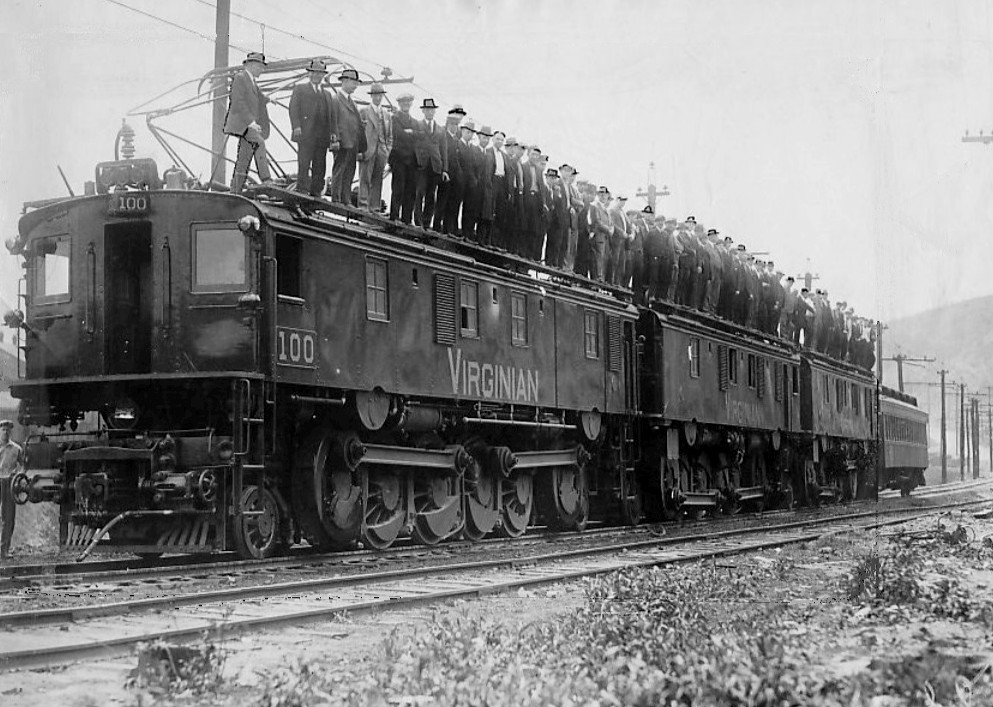
Dreifach-Elektrolokomotive EL-3A Nr. 100 vor der Ablieferung im Westinghouse-Werk in Pittsburgh.

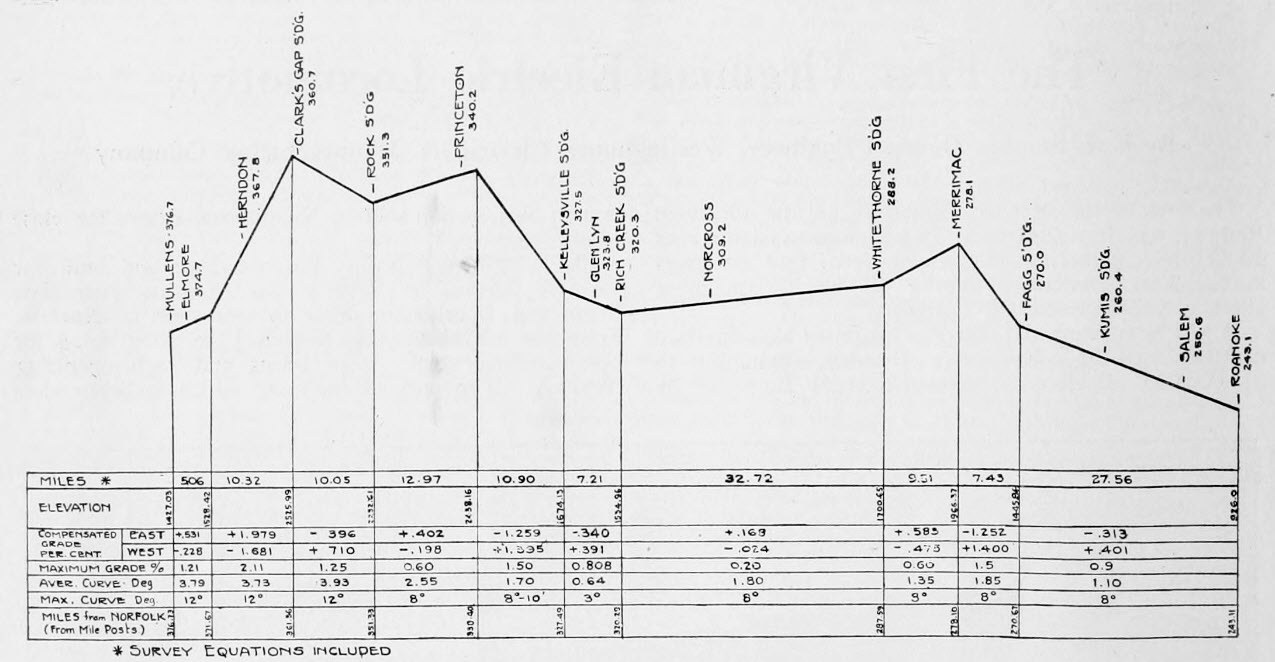
Streckenprofil des elektrifizierten Teils

Durch die Eröffnung neuer Kohleminen in den Appalachen stieg das Verkehrsaufkommen immer weiter an, so dass die mit Dampflokomotiven betriebene eingleisige Strecke bald an ihre Kapazitätsgrenze kam. Statt ein zweites Streckengleis zu bauen und weitere Lokomotiven zu erwerben, ging die Virginian Railway deshalb zu einer anderen Alternative über, die bereits bei der benachbarten Norfolk and Western Railway zur Anwendung kam: der Elektrifizierung der Steigungsstrecke mit 11 kV 25 Hz Wechselstrom mit Oberleitungsbetrieb. Die Arbeiten begannen 1923 auf dem 216 Kilometer (134 Meilen) langen Abschnitt von Mullens über Clarks Gap und nach Roanoke.
In Narrows (Virginia) wurde ein eigenes Bahnkraftwerk errichtet. Das Kraftwerk verfügt über fünf 14,9 MW-Dampfkessel. Der erzeugte Dampf trieb vier 25 Hz, 11 kV-Wechselstromturbogeneratoren an. Mit drei der Generatoren konnte die erwartete Leistung von 43.000 kW erzeugt werden. Das Netz war ausgelegt, um bei Start eines 6000-Tonnen-Zuges die Leistung von 14.000 kW zur Verfügung zu stellen. Beim Bremsen erzeugter überschüssiger regenerativer Strom wurde mittels eines Wasserwiderstandes in Wärme umgewandelt. Der erzeugte Strom wurde mit vier Transformatoren auf 88 kV hochtransformiert und zu sieben Unterwerken an der Strecke transportiert. Dort wurde der Strom wieder auf 11 kV heruntertransformiert. Zur Norfolk & Western wurde 1928 für Bedarfssituationen eine 88-kV-Leitung hergestellt. Die stählernen H-Masten für den Fahrdraht standen in einem Abstand von 97,5 Meter. Die ganze elektrische Ausrüstung der Bahn inklusive der Lokomotiven wurde für eine spätere Leistungssteigerung auch für den Betrieb mit 22 kV ausgelegt, was aber nie genutzt wurde.
Die 10 Dreifachlokomotiven EL-3A wurden von ALCo und Westinghouse in den Jahren 1925 und 1926 geliefert. Sie bestanden aus 30 baugleichen Einheiten die jeweils zu dritt zusammengekuppelt waren. Sechs Einheiten wurden als Einzellokomotiven mit der Bezeichnung EL-1A abgeliefert. Der erste Abschnitt zwischen Elmore und Clarks Gap wurde im September 1925 in Betrieb genommen. Die gesamte Strecke bis Roanoke wurde am 18. September 1926 fertiggestellt. Die Kosten der Elektrifizierung beliefen sich auf 15 Millionen US-Dollar, in heutigen Preisen fast 200 Millionen US-Dollar.
Zur Eröffnung befuhr ein mit zwei dreiteiligen Lokomotiven versehener 8000 Tonnen schwerer Zug die Steigung bei Clarks Gap. Mit 15 Minuten Vorsprung startete ein gleichschwerer Zug, der mit drei Mallets bespannt war. Bereits vor der Hälfte der Strecke hatte der von den Elektrolokomotiven gezogenen Zug den dampflokgezogenen überholt. Die Elektrolokomotiven benötigten für die Steigung 1 Stunde, statt 2,5 Stunden.
Im täglichen Betrieb wurden im Rangierbahnhof Mullens 6000-Tonnen-Züge zusammengestellt, die jeweils mit einer EL-3A als Zuglok und einer weiteren als Nachschieber versehen und so bis auf die Passhöhe bei Clarks Gap befördert wurden. Dort wurde der Zug um weitere 3000 Tonnen zu einem 9000-Tonnen-Zug ergänzt und mit einer einzigen EL-3A bis nach Roanoke geführt. 1924 wurden rund 7,4 Millionen Tonnen Kohle befördert. Diese Menge stieg 1927 auf 11,8 Millionen an und betrug während des Zweiten Weltkrieges rund 13 Millionen Tonnen. 1948 erreichte die Transportleistung 15,5 Millionen Tonnen.
1936 übernahm die Virginian Railway die Virginian and Western Railway, die sie seit dem 20. Mai 1920 bereits gepachtet hatte.

### Nach dem Zweiten Weltkrieg
1946 wurde das Kraftwerk saniert und 1949/1950 erhielt es einen zusätzlichen Dampfkessel sowie einen 10.000-kW-Turbogenerator. Damit wurde die Leistung des Kraftwerkes um 25 % gesteigert. 1948 erhielt die Virginian vier neue Doppellokomotiven EL-2B von General Electric, um die inzwischen gealterten Fahrzeuge ersetzen zu können. Diese Lokomotiven waren zu diesem Zeitpunkt die Lokomotiven mit der höchsten Dauerzugleistung weltweit. Nachdem die ursprünglich angeschafften Lokomotiven Mitte der 1950er Jahre weitgehend das Ende ihrer Einsatzfähigkeit erreicht hatten, stand die Frage im Raum ob der elektrische Betrieb aufrechterhalten wird oder ob man nunmehr auch auf der Bergstrecke Diesellokomotiven einsetzen sollte. Die Virginian Railway entschied sich für die Weiterführung des elektrischen Zugbetriebes und bestellte bei General Electric zwölf neue Lokomotiven. Die 1956/1957 gelieferten Maschinen vom Typ EL-C waren zusammen mit den französischen BB 12000 die ersten Wechselstromlokomotiven mit Ignitron-Quecksilberdampfgleichrichter. Nach der Indienststellung dieser Lokomotiven wurden die EL-3A und EL-1A ausgemustert.
Für die Virginian Railway spielte der Reisezugverkehr nie eine bedeutende Rolle. Selbst 1930 gab es nur eine Tagesverbindung westlich und je eine Tages- und Nachtzugverbindung östlich von Roanoke. Höherwertiges Reisen war auf einen Schlafwagen von Roanoke nach Norfolk und auf einen Salonwagen mit Laufweg von Roanoke nach Huntington (West Virginia) beschränkt. Beide verschwanden zusammen mit dem Nachtzug Roanoke–Norfolk 1933. Am 29. Januar 1956 verkehrte der letzte Reisezug, ein Lokalzug von Norfolk nach Roanoke.

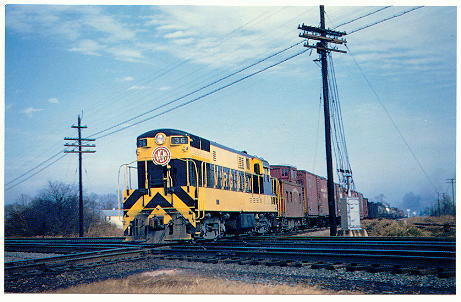
VGN 36, eine Fairbanks-Morse H-16-44, bei der Querung der Norfolk and Western Railway bei South Norfolk (Virginia)

Betrieb die Virginian Ende 1925 noch 877 Streckenkilometer (545 Meilen) auf einer Gleislänge von 1451 Kilometer (902 Meilen), so waren es Ende 1956 983 Kilometer (611 Meilen) auf einem 1752 Kilometer (1089 Meilen) langen Gleisnetz. Die Verkehrsleistung stieg im selben Zeitraum nach Angaben der Interstate Commerce Commission von 2771 auf 5358 Tonnenmeilen. Den Wechsel auf Diesellokomotiven vollzog die Bahngesellschaft innerhalb kurzer Zeit. Insgesamt wurden von 1954 bis 1957 66 dieselelektrische Lokomotiven beschafft, darunter 25 Streckenloks der Type H-24-66 (Train Masters) und 40 kleinere Verschiebelokomotiven für den Streckendienst der Type H-16-44. Im Juni 1957 wurden schließlich die letzten Dampflokomotiven abgestellt.
Bereits im Ersten Weltkrieg waren die Virginian Railway und die benachbarte Norfolk & Western gemeinsam von der United States Railroad Administration (USRA) betrieben worden. Nach dem Krieg wurden sie ihren jeweiligen Eignern zurückübertragen, jedoch verlor die N&W nie das Interesse an einer Übernahme insbesondere wegen der Flachlandroute in Virginia. Es gab auch Versuche der Chesapeake & Ohio und anderer Bahngesellschaften, die profitable Virginian zu übernehmen, jedoch unterband die Regulierungsbehörde ICC jegliche Versuche bis zum Ende der 1950er Jahre. Am 1. Dezember 1959 erfolgte schließlich der Zusammenschluss beider Bahngesellschaften. Eine fast unmittelbare Folge der Fusion war, dass Norfolk & Western ein Einrichtungs-Verkehrskonzept entwickelte, um die jeweils größten Steigungen zu umgehen. Demnach beförderten die Elektrolokomotiven nur noch ostwärts von Princeton nach Roanoke Güterzüge. Somit entfiel die Steigung zwischen Elmore und Clarks Gap. Der elektrische Betrieb wurde am 30. Juni 1962 eingestellt. Die EL-2B wurden verschrottet und die EL-C verkaufte die N&W an die New York, New Haven and Hartford Railroad.

## Streckennetz

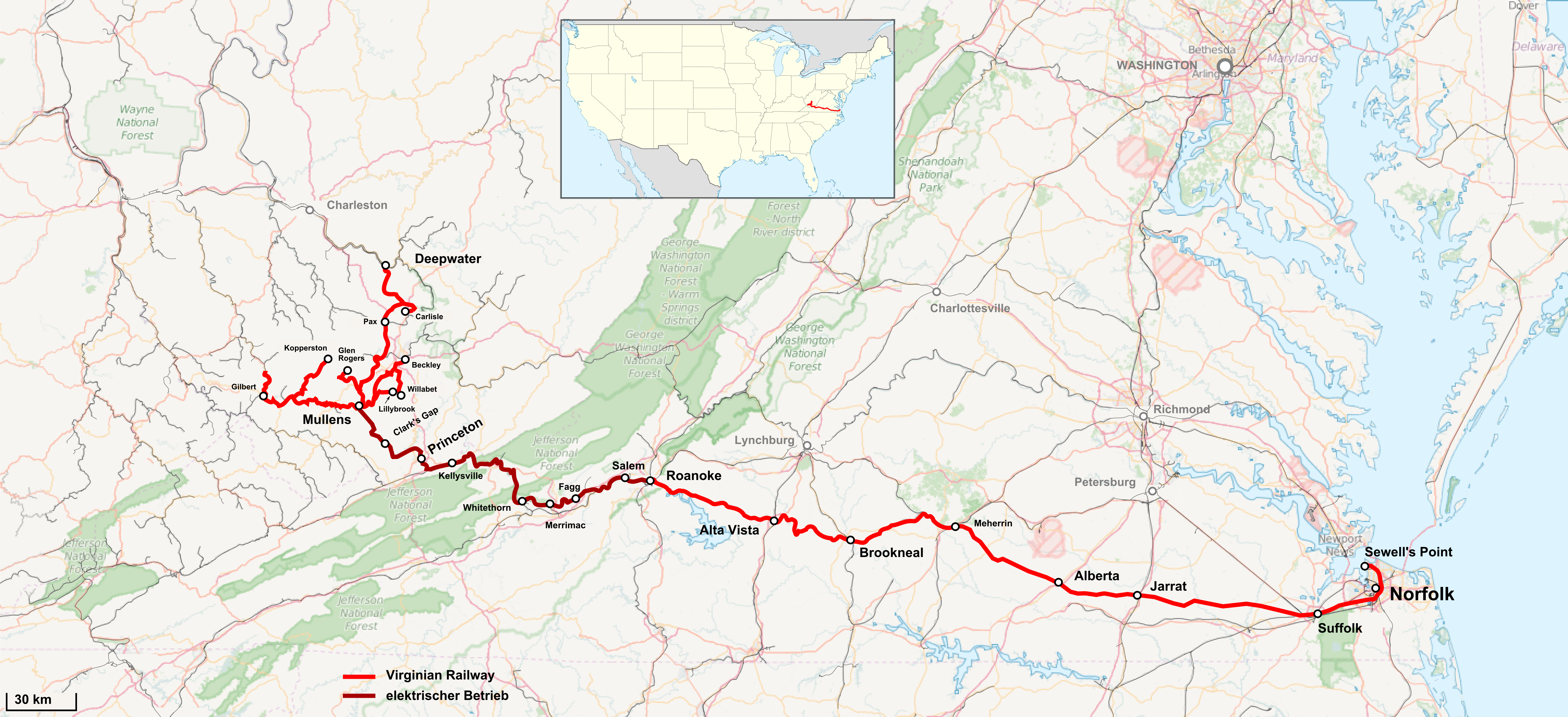
Streckenkarte der Virginian Railway

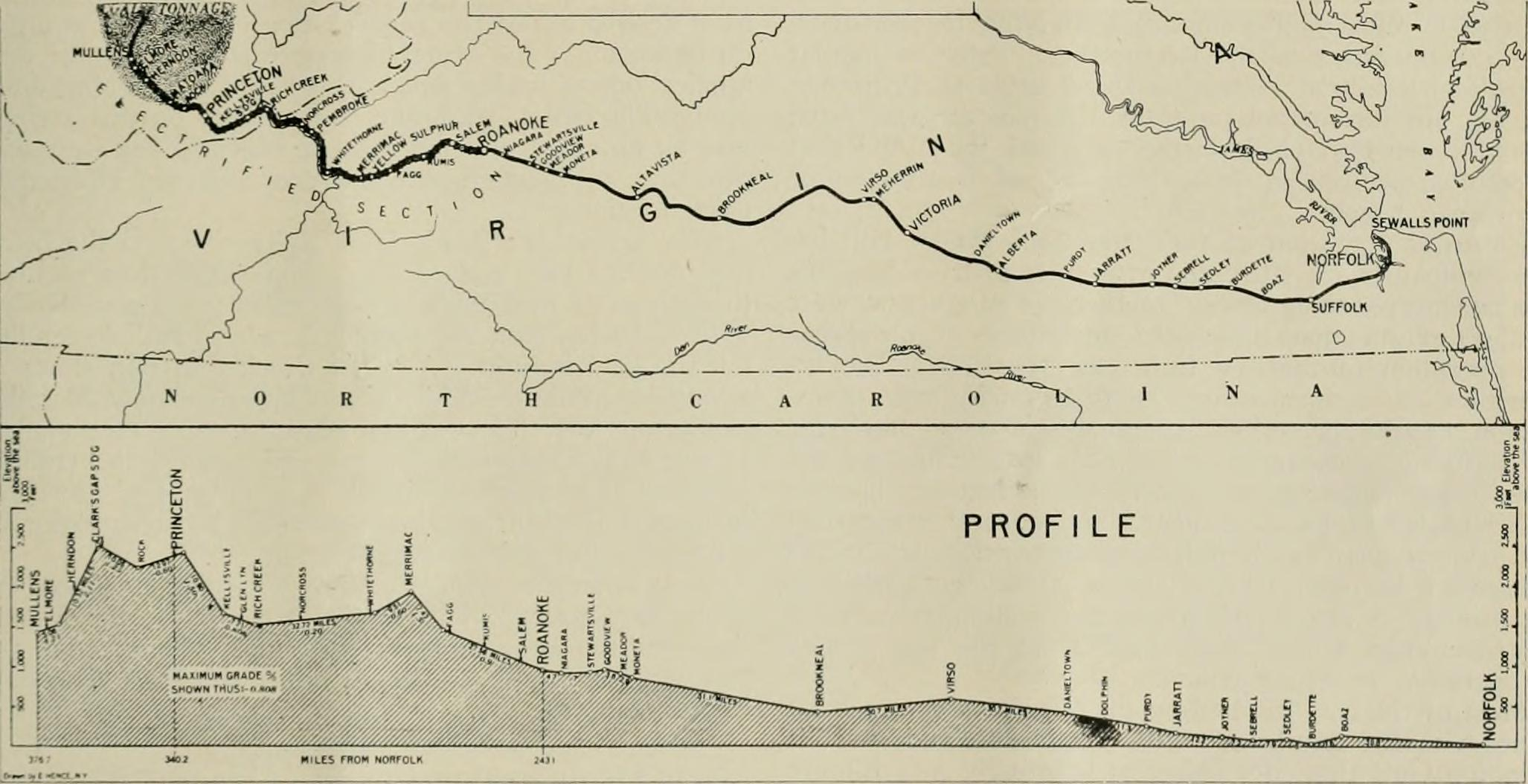
Profil der Hauptstrecke

Die Hauptstrecke führte von Deepwater in West Virginia nach Norfolk in Virginia. Nebenstrecken erschlossen die zahlreichen Kohlengruben in den tief eingeschnittenen Tälern West Virginias.
Von Deepwater führt die Strecke über die Clark's Gap und Princeton in den Blue Ridge Mountains nach Roanoke. Der 22 km lange Abschnitt von Elmore und Clarks Gap in West Virginia weist eine Steigung von 21 ‰ auf, was der schwierigste Teil der Strecke ist, der auch die Gesamtkapazität der Strecke festlegte. Bei der Dampftraktion wurden die Züge in Richtung Hafen auf der etwa 14 km langen 6 ‰ Rampe zwischen Whitethorne und Merrimac nachgeschoben. Zwischen Princeton und Kellysville musste ein 19 km langes, zwischen Merrimac und Fagg ein 14 km langes Gefälle mit einer Neigung von 15 ‰ befahren werden.
Östlich von Roanoke führte die Strecke mit geringerem Gefälle und Gegensteigungen von weniger als 2 ‰ ziemlich geradlinig durch die Atlantische Küstenebene nach Norfolk.
Die Hauptstrecke gehört heute der Norfolk Southern Railway und wird bis auf den Abschnitt von Meherrin (Virginia) ostwärts nach Suffolk (Virginia) noch betrieben.

## Lokomotiven

### Dampflokomotiven
Die Dampflokomotiven der Virginian Railway stammten entweder von Baldwin oder von dem Werk Richmond der ALCO. Die Klassenbezeichnung bestand aus einem ersten Buchstaben, der die Eigenschaften der Lokomotive bezeichnete und einem zweiten, aufsteigend verwendeten Buchstaben zur Unterscheidung der verschiedenen Bauarten innerhalb der Klasse.

#### Bedeutung des ersten Buchstabens der Klassenbezeichnung
AArticulated „Gelenkig“ verwendet für die Mallet-Lokomotive
BLokomotiven der Achsfolge 1’D2’ mit dem Namen Berkshire
CLokomotiven der Achsfolge 1’D mit dem Namen Consolidation
MLokomotiven der Achsfolge 1’D1’ mit dem Namen Mikado
PPassenger verwendet für Reisezuglokomotiven
SShunter verwendet für Rangierlokomotiven
USLokomotiven, die auf der Einheitsbaureihe Heavy der United States Railroad Administration basierten
XExperimental verwendet für eine Versuchslokomotive
| Klasse | Nr.     | Achsfolge  | Baujahr    | Hersteller    | Bild  | Bemerkung                                                               |
| ------ | ------- | ---------- | ---------- | ------------- | ----- | ----------------------------------------------------------------------- |
| SA     | 1–5     | D          | 1909/1910  | ALCo, Baldwin |       |                                                                         |
| SB     | 240–254 | D          | 1942/1943  | Lima          | [ 8 ] |                                                                         |
| CA     | 300–302 | 1’D        | 1904/1905  | ALCo          |       |                                                                         |
| CB     | 303+304 | 1’D        | 1905       | Baldwin       |       |                                                                         |
| CC     | 305     | 1’D        | 1909       | ALCo          |       |                                                                         |
| CD     | 306+307 | 1’D        | 1907       | ALCo          |       |                                                                         |
| MA     | 400–405 | 1’D1’      | 1905, 1907 | Baldwin       |       |                                                                         |
| MB     | 420–461 | 1’D1’      | 1909–1910  | Baldwin       |       |                                                                         |
| MC     | 462–479 | 1’D1’      | 1912       | Baldwin       |       |                                                                         |
| MCA    | 480–484 | 1’D1’      | 1912       | Baldwin       |       | Umbau aus Klasse MC                                                     |
| MD     | 410     | 1’D1’      | 1921       | Baldwin       |       | Umbau aus Tendertriebwerk der Klasse XA                                 |
| BA     | 505–509 | 1’D2’      | 1946       | Lima          |       |                                                                         |
| AA     | 500–503 | (1’C)C     | 1909       | ALCo          |       |                                                                         |
| AB     | 600     | (1’D)D1’   | 1910       | Baldwin       |       |                                                                         |
| AC     | 510–517 | (1’C)C     | 1910       | Baldwin       |       |                                                                         |
| AD     | 601–606 | (1’D)D1’   | 1912, 1913 | ALCo          |       |                                                                         |
| AE     | 800–809 | (1’E)E1’   | 1918       | ALCo          |       |                                                                         |
| AF     | 610     | (1’D)D     | 1921       | ALCo          |       | Umbau aus Klasse XA                                                     |
| AG     | 900–907 | (1’C)C3’   | 1945       | Lima          |       |                                                                         |
| USA    | 701–720 | (1’D)D1’   | 1919       | ALCo          |       |                                                                         |
| USB    | 721–735 | (1’D)D1’   | 1923       | ALCo          |       |                                                                         |
| USE    | 736–742 | (1’D)D1’   | 1919       | ALCo          |       |                                                                         |
| XA     | 700     | (1’D)D+D2’ | 1916       | Baldwin       |       | 1920 an den Hersteller retournier und zu den Klassen AF und MD umgebaut |
| EA     | 100–105 | 2’B        | 1906, 1907 | Baldwin       |       |                                                                         |
| TA     | 200–203 | 2’C        | 1907       | ALCo          |       |                                                                         |
| PA     | 210–215 | 2’C1’      | 1920       | ALCo          |       |                                                                         |

### Elektrolokomotiven
Die Klassenbezeichnung bestand aus der Bezeichnung EL für ELectric Locomotive, einem Bindestrich gefolgt von einer Ziffer für die Anzahl der Sektionen der Lokomotive und einem aufsteigend verwendeten Buchstaben für die Baureihe. Bei der Baureihe EL-C wurde die 1 für die Anzahl der Sektionen weggelassen.
| Nr.     | Baureihe | Achsfolge                             | Baujahr   | Hersteller         | Bild   | Bemerkung / Spitznamen                           |
| ------- | -------- | ------------------------------------- | --------- | ------------------ | ------ | ------------------------------------------------ |
| 100–109 | EL-3A    | (1’B)–(B1’)+(1’B)–(B1’)+(1’B)–(B1’)   | 1925–1926 | ALCo, Westinghouse |        | Dreifach-Lokomotiven Squarehead „Quadratschädel“ |
| 110–115 | EL-1A    | (1’B)–(B1’)                           | 1925–1926 | ALCo, Westinghouse | [ 11 ] | einzelne Sektionen der EL-3A                     |
| 125–128 | EL-2B    | (Bo’Bo’)–(Bo’Bo’) + (Bo’Bo’)–(Bo’Bo’) | 1948      | General Electric   |        | Doppellokomotive Streamliner                     |
| 130–141 | EL-C     | Co’Co’                                | 1956      | General Electric   |        | AC Recitifiers                                   |

### Diesellokomotiven
| Nr.   | Baureihe           | Baujahr   | Bild | Bemerkung                                  |
| ----- | ------------------ | --------- | ---- | ------------------------------------------ |
| 6     | GE 44-ton switcher | 1941      |      | ex New Haven Nr. 0806, 1960 weiterverkauft |
| 10–49 | FM H-16-66         | 1954–1957 |      |                                            |
| 50–74 | FM H-24-66         | 1954/1957 |      |                                            |